# Nogometno društvo Beltinci
Nogometno društvo Beltinci (kratica ND Beltinci) je slovenski nogometni klub. Klub trenutno nastopa v 2. Slovenski nogometni ligi.

## Zgodovina
Nogometno društvo Beltinci je bilo ustanovljeno 14. julija 2006, kot naslednik propadlega NK Beltinci. 
V sezoni 2007/2008 je klub začel nastopati v 2. MNL Murska Sobota (6. liga), kjer je osvojil prvo mesto in se tako povzpel ligo višje. 
V sezoni 2008/2009 so igrali v 1. MNL Murska Sobota in zasedli 9. mesto. V sezoni 2009/10 je ekipa prav tako nastopala v I. MNL in zasedla 8. mesto. 
V sezoni 2010/2011 so prav tako nastopali v 1. MNL Murska Sobota in zasedli končno 2. mesto, kar jih je vodilo v kvalifikacije za PNL. V kvalifikacijah jim je bil dodeljen nasprotnik z MNL Lendava, ekipa iz Velike Polane. Po dveh zmagah v Veliki Polani z 1:5 in doma z 3:0, se je ekipa iz Beltinec s skupnim rezultatom 8:1 uvrstila v Pomursko Nogometno Ligo (PNL).
V sezoni 2011/2012 so osvojili naslov prvaka v Pomurski nogometni ligi (PNL) in si zagotovili nastopanje v 3.SNL vzhod.
V sezoni 2015/2016 je klub osvojil 1. mesto v ligi in nastopil v kvalifikacijah za 2. Slovensko nogometno ligo. Beltinčani so se pomerili proti
klubu NK Brda. Prva tekma v Vipolžah se je končala z rezultatom nič proti nič, na povratni tekmi 
v Beltincih, kjer si je tekmo ogledalo približno 1700 ljubiteljev nogometa pa so Brda premagala domačo ekipo z rezultatom ena proti dve.
V sezoni 2017/2018 je klub osvojil 1. mesto v 3. ligi vzhod in si s tem izboril kvalifikacije za 2. slovensko ligo proti ekipi NK Bled. Po prvi tekmi v Beltinskem športnem parku , ki se je končala z izidom 1:1 so nato varovanci Zlatka Gaborja na Bledu uspeli zmagati z minimalnim izidom 0:1 in se tako veselili napredovanja v višji rang tekmovanja.
Klub sedaj že četrto sezoo uspešno nastopa v 2. SNL.

## Člansko moštvo
| Št. | Država    | Položaj | Igralec              |
| --- | --------- | ------- | -------------------- |
| 1   | Slovenija | GK      | Domen Zver           |
| 13  | Slovenija | GK      | Dušan Gyergyek       |
| 12  | Slovenija | GK      | Filip Starič         |
|     | Hrvaška   | DF      | Hrvoje Kudumija      |
| 26  | Slovenija | DF      | Aleksandar Zeljković |
| 11  | Slovenija | DF      | Žiga Hartman         |
| 5   | Slovenija | DF      | Ivo Kuzma            |
| 19  | Slovenija | DF      | Ivo Balažic          |
| 10  | Slovenija | FW      | Luka Marič           |
|     | Ruanda    | FW      | Kevin Mugabe         |
| 47  | Slovenija | DF      | Alan Kaučič          |
| 3   | Slovenija | MF      | Alan Andrejč         |
| 7   | Slovenija | MF      | Maksimiljan Zorman   |

| Št. |                      | Položaj | Igralec       |
| --- | -------------------- | ------- | ------------- |
| 25  | Slovenija            | MF      | Nik Mršič     |
| 22  | Slovenija            | MF      | Patrik Raduha |
| 28  | Slovenija            | MF      | Luka Sočič    |
| 24  | Slovenija            | MF      | Marko Maučec  |
| 18  | Slovenija            | MF      | Tilen Klobasa |
| 30  | Slovenija            | MF      | Vito Mörec    |
| 8   | Slovenija            | MF      | Luka Pihler   |
| 88  | Slovenija            | MF      | Staš Dobaj    |
|     | Slovenija            | MF      | Luka Hari     |
| 9   | Slovenija            | FW      | Mitja Mauko   |
|     | Slovenija            | MF      | Chris Cener   |
| 14  | Bosna in Hercegovina | FW      | Luka Asentić  |